# Pavlína Římská

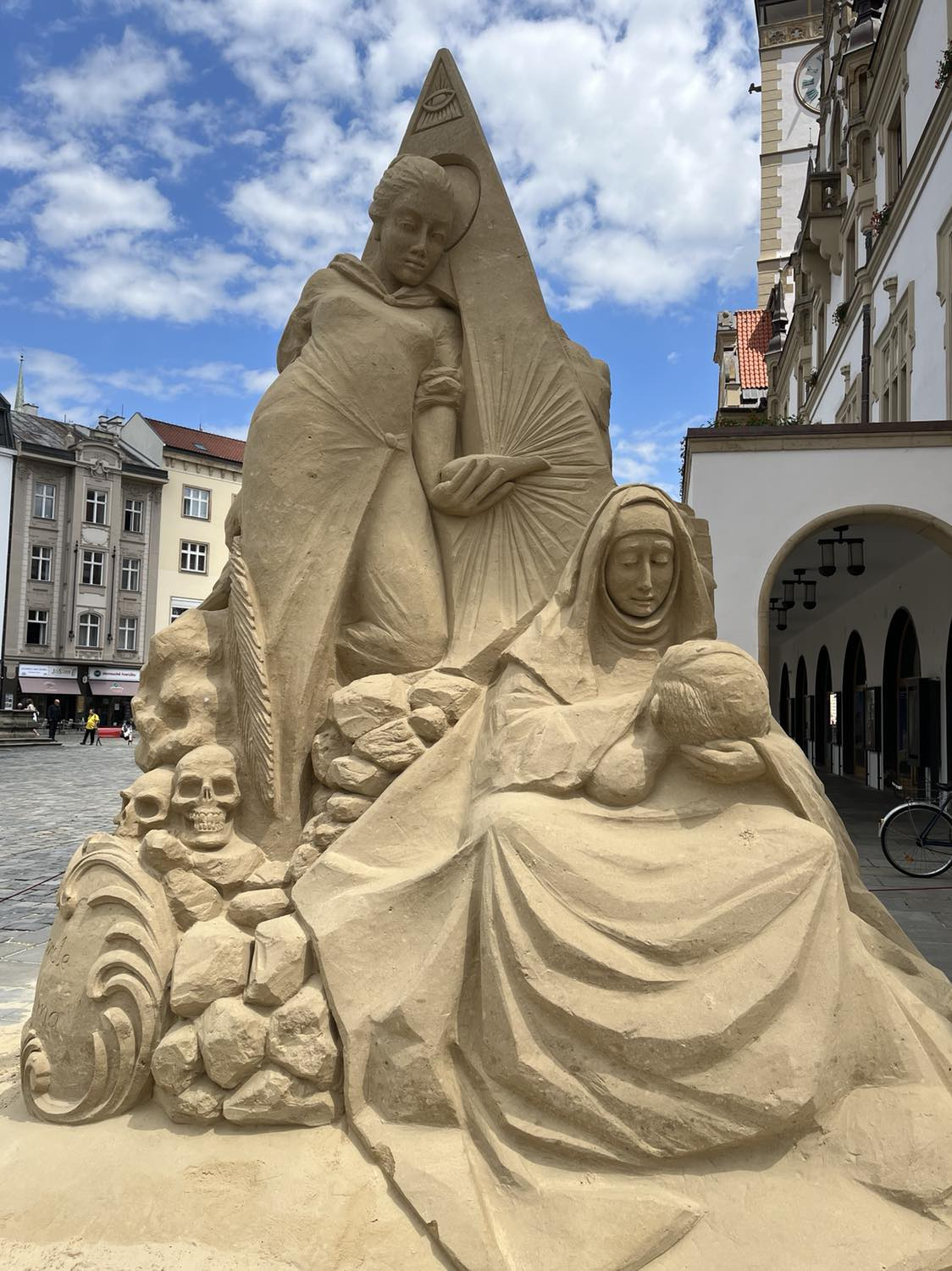
Socha z písku sv. Pavlíny Římské od sochařů Václava Lemona a Mariana Maršálka postavená v roce 2023 na Horním náměstí v Olomouci u příležitosti Svátků města Olomouce (svátek patronky města sv. Pavlíny)

Svatá Pavlína Římská, žila ve 2. století n. l. v Římě. V katolické církvi je uctívána jako svatá panna a mučednice.

## Život a smrt
Pavlínin otec Artemisius byl za vlády císaře Diokleciána v Římě žalářníkem, matka se jmenovala Candia. Jejich dceru Pavlínu posedlou zlým duchem údajně vyléčil sv. Petr Exorcista. Křesťanský kněz Marcellinus pak celou rodinu tajně pokřtil. Příslušnost ke komunitě křesťanů se však dlouho nedala utajit. Následovalo zajetí a odsouzení k smrti. Artemisius byl sťat, Candia a Pavlína ukamenovány. Těla stovek prvomučedníků byla pohřbena v římských katakombách a spočívala tam po staletí. Byla vyzvedávána postupně po Tridentském koncilu a stala se jedním z atributů postupné rekatolizace zemí, odpadlých od katolické víry v 15.–16. století.

## Úcta
Roku 1622 papež Řehoř XV., ostatky sv. Pavlíny daroval generálovi řádu Tovaryšstva Ježíšova pateru Vitelleschimu. Ten je věnoval jezuitské olomoucké koleji. Do Olomouce přinesl relikvie sv. Pavlíny jezuita Mikuláš Lancicius roku 1623 spolu s mnoha ostatky jiných světců.
Roku 1623 se rozšířila ve městě morová epidemie, která si vyžádala přes 7000 obětí mezi místními obyvateli. Městská rada na podnět dómského arcijáhna Julia Caesara Gianniniho de Pisauro vypravila v neděli 8. října 1623 prosebné procesí s ostatky sv. Pavlíny. Průvod lidu v čele s kněžími se vydal od kostela Panny Marie Sněžné z jezuitské koleje do chrámu sv. Mořice s prosebnými modlitbami. Krátce poté epidemie opravdu skončila. Městská rada z vděčnosti 23. října 1623 prohlásila sv. Pavlínu za patronku města Olomouce. Olomoucký biskup a kardinál František Dietrichštejn (1599–1636) ji zařadil ke spolupatronům katedrály.
Památka se v letech 1624–1687 v Olomouci slavila 6. června, vždy čtvrtou neděli po svátku sv. Ducha. Za papeže Pia VI., byla přeložena na pátou neděli po sv. Duchu. Svatá Pavlína byla vzývána zejména v letech epidemií 1626, 1633, 1634, 1637, 1675 a 1715. Největší průvod s ostatky sv. Pavlíny se konal za pandemie moru roku 1715, kdy byly vztyčeny dva morové sloupy – sloup Nejsvětější Trojice na Horním náměstí a sloup Panny Marie na Dolním náměstí.

## Relikvie
- Olomouc

František z Dietrichštejna ostatky sv. Pavlíny rozdělil na dvě části a kanovník Filip Fridrich Breuner pro ně dal v letech 1639–1640 v dílně olomouckého zlatníka Kryštofa Šimšického (†1653) zhotovit prosklenou relikviářovou skříňku s truhličkou ze stříbra a do hedvábné textilie s dracounem zavinout lebku světice, obojí bylo v olomouckém dómu sv. Václava uloženo mezi klenoty v chóru za hlavním oltářem. Počátkem 20. století byly relikviáře rozděleny vedví, odstraněny a teprve roku 2010 opět spojeny a restaurovány. Další ostatek byl vložen do oltáře v kostele sv. Mořice v Olomouci.
- Brno – jezuité

## Ikonografie
Sv. Pavlína bývá zastoupena mezi patrony proti moru, patrony města Olomouce a Olomoucké arcidiecéze. Je vyobrazena jako mladá žena ve světském oděvu s nepokrytou hlavou, jejími atributy jsou palma mučednice, hromada kamení, meč, lebky a kostlivci.